# Умная розетка

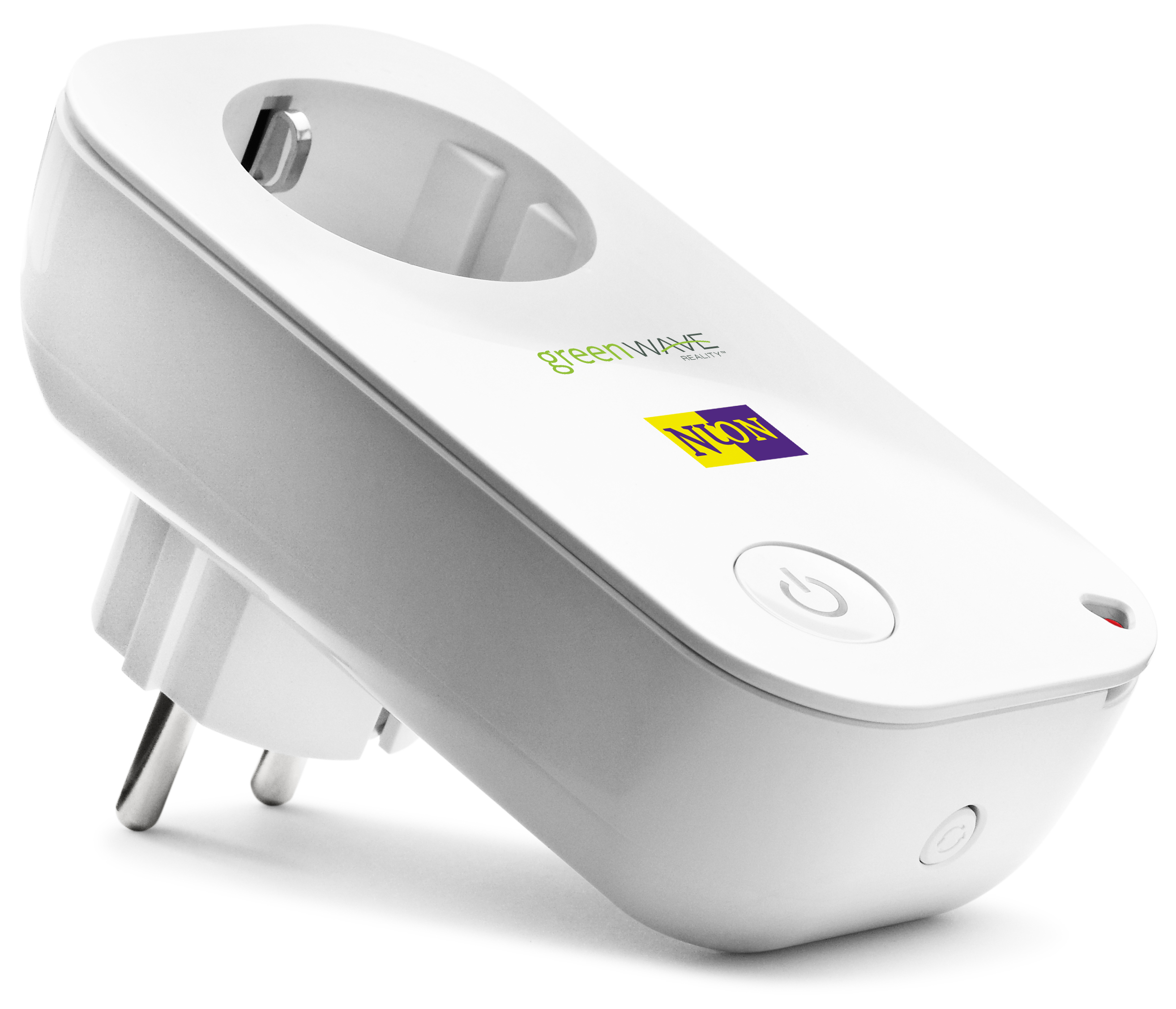
умная розетка

Умная розетка (англ. smart socket или smart plug) - электрическая розетка, способная включаться и выключаться автоматически по расписанию или по команде со смартфона или смарт-колонки. Соответственно, умная розетка позволяет автоматизировать любой включенный в неё прибор.

## Конструкция
См. также Умный выключатель
Умные розетки различаются в зависимости от конструкции:
- управляющие модули, которые устанавливаются в подрозетник, так что внешне розетка остается прежней,
- модули, которые вставляются в розетку, а в них в свою очередь вставляются обычные бытовые приборы.[2]

Устройство первого типа сложнее устанавливается, но не меняет внешнего вида розетки. Устройство второго типа не требует установки (достаточно вставить его в обычную розетку), но может выглядеть несколько непривычно, в некоторых условиях устройства второго типа установить невозможно без удлинителя, например, если розетка находится за шкафом или другой мебелью.

## Применение
Основные применения умной розетки:
- возможность включать со смартфона подключенные к ней приборы - вентиляторы, обогреватели, кофемашины, фены и так далее[3],
- автоматическое включение и выключение приборов в заданное время[2],
- автоматическое включение и выключение приборов по заданным условиям (например, при срабатывании датчика движения)[4]
- уведомления владельцу при включении или выключении,[1]
- измерение потребления электроэнергии и активной мощности (функция ваттметра).[5]